# Soy un corazón tendido al sol
Soy un corazón tendido al sol es el 9.º álbum de estudio grabado por el cantautor español Víctor Manuel. Lanzado por el sello discográfico CBS Records en 1978, contó la producción de Danilo Vaona. La canción más destacada del álbum es el tema "Sólo pienso en ti" qué hasta la fecha es uno de los más grandes éxitos del cantante y compositor.

## Lista de Canciones
Todas las canciones escritas y compuestas por Víctor Manuel.

| Cara 1 |                                 |          |  |
| N.º    | Título                          | Duración |  |
| 1.     | «Sólo pienso en ti»             | 4:10     |  |
| 2.     | «Cuelebre»                      | 2:57     |  |
| 3.     | «Pablo & Juana (Con Ana Belén)» | 4:12     |  |
| 4.     | «El Niño Que Volaba»            | 4:04     |  |
| 5.     | «Balada Para Cabiria»           | 3:28     |  |

| Cara 2 |                                        |          |  |
| N.º    | Título                                 | Duración |  |
| 1.     | «Soy Un Corazón Tendido Al Sol»        | 4:25     |  |
| 2.     | «Eran Dos Niños»                       | 3:15     |  |
| 3.     | «Digo Amor Y Digo Libertad»            | 3:20     |  |
| 4.     | «Hace Tres Años Que He Vuelto A Nacer» | 4:00     |  |
| 5.     | «Canción De La Esperanza»              | 3:48     |  |